# Большое Лёвино
Большо́е Лёвино — село в Лунинском районе Пензенской области.
Названо по фамилии бывших владельцев. В 1710—1718 годах деревней Лёвино владели помещики Иван Федорович Лёвин и Василий Афанасьевич Юматов — пензенские служилые люди. Позже здесь построили церковь, и село стало называться Арха́нгельским. Кроме того, использовалось название Лёвино.
В 1724 году Лёвино перешло по духовному завещанию к дочери П. А. Левина Прасковье, вышедшей затем замуж за Василия Степановича Киреева (Киреевского?). В 1743 году она продала имение двоюродному племяннику Федору Ивановичу Левину.
В августе 1717 года Большое Лёвино было сожжено крымскими и кубанскими татарами во время Кубанского погрома.

## Известные уроженцы
В Большом Лёвине родился Л. Ф. Лёвин (15.07.1818 — 15.01.1875, Санкт-Петербург), генерал-майор. В 1834—1836 годах учился в Михайловском артиллерийском училище (Санкт-Петербург). Военную службу проходил на Кавказе. За заслуги перед отечеством получил Орден Св. Анны 2-й и 3-й степени, Св. Станислава 3-й степени, именное золотое оружие. В селе Старая Кутля Мокшанского уезда (ныне Лунинского района) открыл на свои средства школу. Похоронен в селе Михайловка Лунинского района Пензенской области.
1. ↑  Всероссийская перепись населения 2010 года. Численность и размещение населения Пензенской области